# نحو توليدي تحويلي

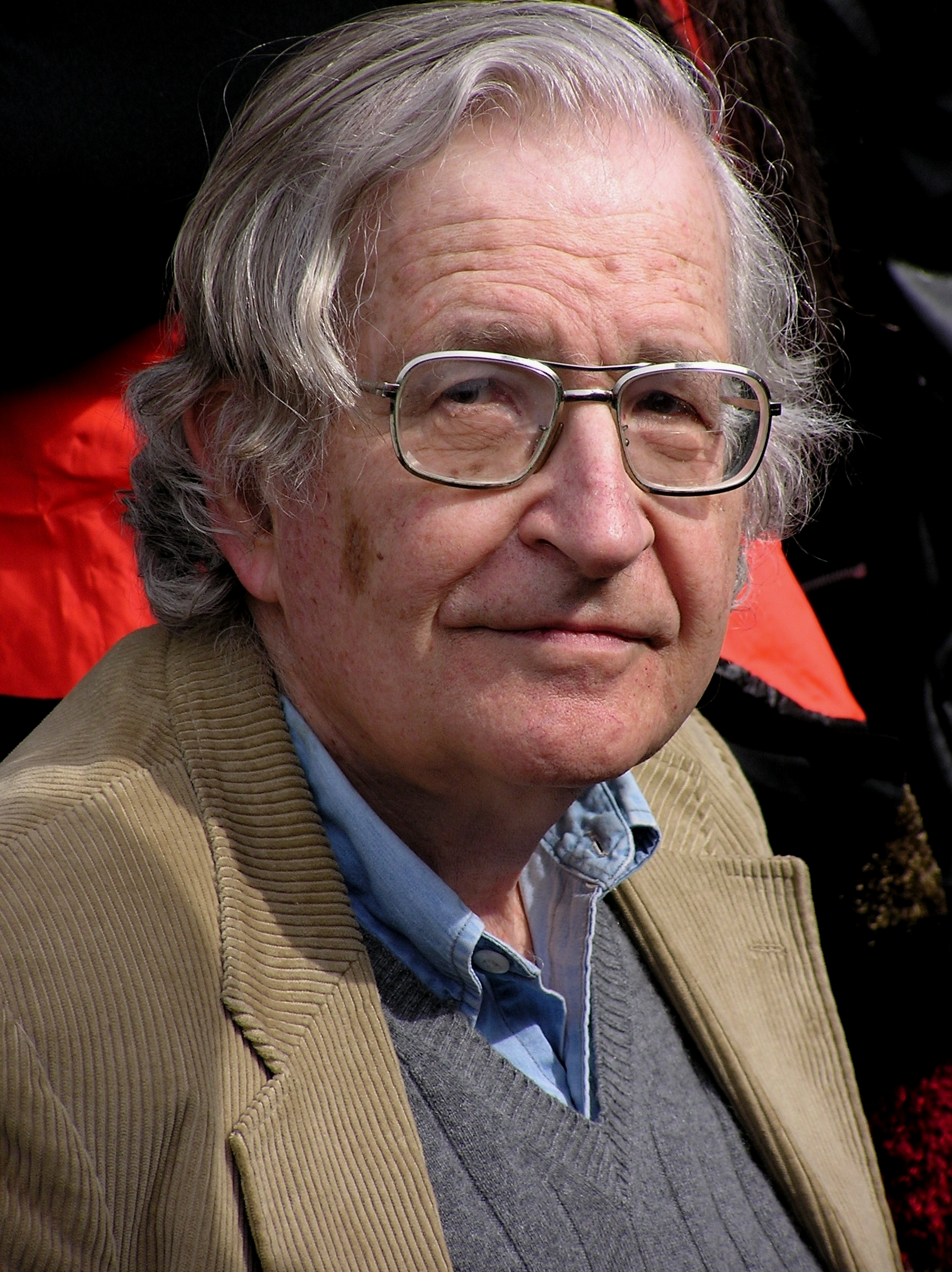

النحو التوليدي التحويلي هو نحو توليدي للغات الطبيعية قام بوضعه رائد اللسانيات الحديثة نعوم تشومسكي. يقع هذا النحو على الطرف النقيض من النحو التقليدي القائم على إعطاء أمثلة الاطراد النحوي مع ذكر حالات الشذوذ.

## مقدمة
من المسلم به أنه لا يمكن للنحو التقليدي أن يحصر العدد اللامتناهي من تركيبات الجمل التي يمكن للغة أن تولدها.
على العكس من ذلك يقوم النحو التوليدي على أساس التوليد الرياضي القادر على احتواء اللامتناهي اللغوي،
حيث يصاغ النحو التوليدي في هيئة صيغ رياضية يمكن من خلالها توليد جميع تركيبات الجمل السليمة للغة ما.
يعد النحو التوليدي أداة فعالة لتفسير الظواهر اللغوية كحالات الحذف والإضمار ووجوب التقديم والتأخير وجوازهما، وحالات اللبس التركيبي وما شابه ذلك.
يفترض النحو التوليدي التحويلي ثنائية البنية اللغوية (di-strata) بمعنى أن هناك بنية ذهنية عميقة (deep structure) تشمل العناصر الكاملة للمقولة اللغوية تتحول إلى بنية سطحية منطوقة (surface structure) لذا فالنموذج يتكون من مكونين أساسين هما:

## المكونات
المكون التركيبي الذي تنتظم داخله عناصر البنية العميقة والمكون التحويلي الذي يحدد البدائل الممكنة لبنيتها السطحية فإذا أردنا على سبيل المثال تمثيل الحدث اللغوي لهجوم مجموعة من اللصوص على بنك في الليل وفقا لمبدأ ثنائية البنية ستشمل البنية العميقة، الممثلة للصورة الذهنية العناصر المكونة للحدث: الفعل والفاعل والمفعول به وزمن الحدث، بناء على هذه البنية العميقة يمكن إخراجها على صورة أحد بدائل البنى السطحية التالية:
- هاجم اللصوص البنك أثناء الليل
- هوجم البنك من قبل اللصوص ليلا
- البنك هاجمه اللصوص في الليل
- سرق البنك ليلا (بحذف الفاعل)

لقد تمركز النحو التوليدي حول التركيب (syntax- centeric) فقد جعل هذا النموذج من المكون الدلالي الخاص بالمعنى ناتجا فرعيا للمكون التركيبي، بمعنى إمكان تفسير معنى الجملة استنادا إلى عناصر البنية التركيبية لها وهو ما يعرف بالدلالة التاويلية(interpretive semantics) وكان هذا التوجه موضع نقد شديد من قبل المناطقة والدلاليين.
وقد حاول بعضهم إقامة نموذج لما يسمى بالدلالة التوليدية (generative semantics) جاعلين المكون الدلالي هو أساس البنية العميقة لكونه ثابتا بغض النظر عن الاختلافات السطحية التي تتجلى في هيئتها; المنطوقات اللغوية ظاهريا بالإضافة إلى كون الدلالة هي العنصر الموحد بين جميع اللغات حيث يثبت المعنى وتتغير وسائلها للتعبير عنه من لغة إلى أخرى.
وإذا كان النحو التوليدي التحويلي قد همش الدلالة، فقد اغفل كذلك الصرف برمته تفاديا ان يجر وراءه المعجم بكل اشكالياته التي تستعصي على التعميم الرياضي وبما يرجع ذلك إلى أن هذا النموذج اللغوي قد أقيم على أساس اللغة الإنجليزية التي تتسم بضمور الخاصية الصرفية.
علاوة على ما سبق، فقد عاب علماء النفس على النحو التوليدي التحويلي تعقد شقه التركيبي وكثرة قواعده التحويلية بصورة حرمت هذا النموذج من أن يحظى بدعم من علماء النفس كأساس لتفسير اكتساب الطفل للغته الام.

## المصدر
- كتاب : الفجوة الرقمية- سلسلة عالم المعرفة- غشت -2005العدد318. تاليف: د. نبيل علي - د. نادية حجازي. ص326-325